# 萬貝格山
47°28′29″N 11°10′9″E / 47.47472°N 11.16917°E

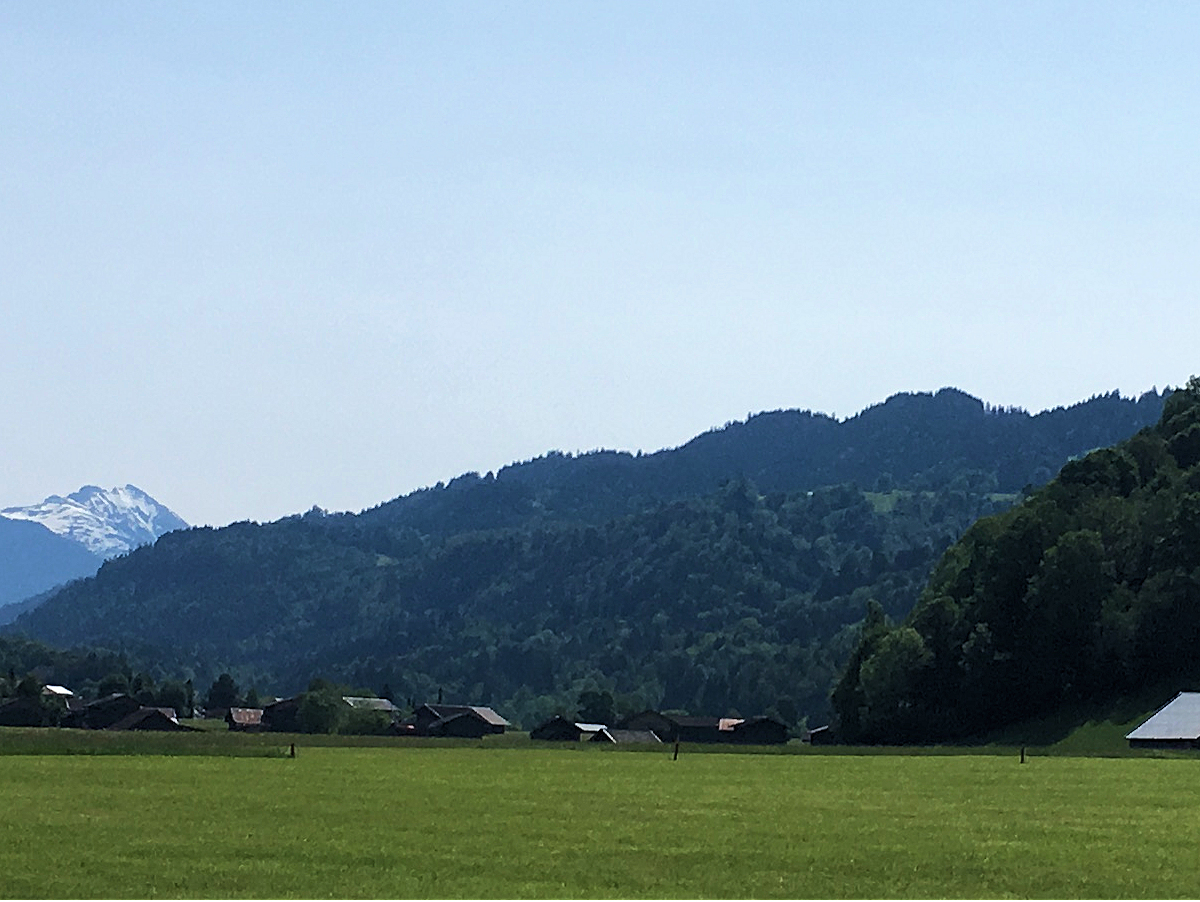

萬貝格山（德語：Wamberg），是德國的山峰，位於該國東南部，由巴伐利亞負責管轄，屬於巴伐利亞前阿爾卑斯山脈的一部分，距離帕特納赫峽谷8公里，海拔高度1,304米。